# Paul Kunz
Paul F. Kunz är partikelfysiker och utvecklare vid Stanford Linear Accelerator Center. Kunz är känd för att ha startat och drivit den första webbservern utanför Europa. Detta gjorde han 1991 efter ett möte med  Tim Berners-Lee på CERN i september 1991. Redan i december samma år var webbservern igång, tack vare Paul Kunz, Louise Addis, och Terry Hung.
Kunz har också gjort sig känd som en av grundarna bakom GNUstep, som är en open-source-implementation av NeXTstep, och mannen bakom idén till objcX.
Han är huvudutvecklare och grundare av HippoDraw.